# جوش هانسن
جوش هانسن (بالإنجليزية: Josh Hansen)‏ (16 يناير 1982 بفينيكس في الولايات المتحدة - ) هو لاعب كرة قدم أمريكي في مركز الوسط. شارك مع منتخب بورتوريكو لكرة القدم. أما مع النوادي، فقد لعب مع لوس أنجلوس غلاكسي وCalifornia Victory ‏ وPuerto Rico Islanders ‏ وفانكوفر وايتكابس (نادي كرة قدم) وSeattle Sounders (1994–2008) ‏ وSouthern California Eagles ‏.

## وصلات خارجية
- جوش هانسن على موقع قاعدة بيانات كرة القدم.إي يو (الإنجليزية)
- جوش هانسن على موقع ناشيونال فوتبول تيمز (الإنجليزية)